# أوليفيا ميلغارد
أوليفيا ميلغارد (بالسويدية: Olivia Mellegård) مواليد 17 يونيو 1996 في غوتنبرغ، هي لاعبة كرة يد سويدية تلعب كجناح أيسر. مثلت منتخب السويد لكرة اليد للسيدات.

## سجل المنافسة
شاركت في البطولات التالية:
- بطولة أوروبا لكرة اليد للسيدات 2016

## روابط خارجية
- أوليفيا ميلغارد على موقع الاتحاد الأوروبي لكرة اليد (الإنجليزية)
- أوليفيا ميلغارد على موقع أوليمبيديا (الإنجليزية)